# Parafia Matki Bożej Nieustającej Pomocy w Woli Zadybskiej
Parafia Matki Bożej Nieustającej Pomocy w Woli Zadybskiej – parafia rzymskokatolicka w Woli Zadybskiej
Parafia została erygowana w 1993 r. Kościół parafialny murowany, w stylu współczesnym, wybudowano w latach 1989-1993 staraniem ks. Henryka Wierzejskiego.
Miejscowości należące do parafii to: Borucicha, Budziska, Derlatka, Ochodne, Rybaki, Wola Zadybska, Wola Zadybska-Kolonia.
Parafia ma księgi metrykalne i kronikę parafialną od 1993.